# 托尔德拉
托尔德拉，是西班牙加泰罗尼亚巴塞罗那省的一个市镇。总面积85平方公里，总人口16 363人（2013年），人口密度193人/平方公里。